# Dzeko & Torres
Dzeko & Torres fue un dúo canadiense de música electrónica con origen en Toronto. Julian Dzeko (n. 3 de mayo de 1992) y Luis Torres (n. 26 de septiembre de 1987) son los dos componentes del dúo, que se fundó alrededor del 2006. Han realizado importantes remixes y se hicieron más conocidos en todo el mundo tras su canción "L'Amour Toujours".

## Carrera musical

### 2006-2010
Más o menos en 2006, Julian Dzeko y Luis Torres se unieron para crear su propio dúo musical. En sus primeras actuaciones fueron a clubes y discotecas de Toronto en las que pinchaban música. Aunque ellos tenían otros planes de futuro, tras ver una actuación de Tiesto en Toronto se animaron a seguir con su carrera musical. Durante los siguientes años siguieron pinchado en fiestas en Toronto.

### 2010-2012
A partir de 2012 comenzaron a ganar más fama al actuar en un festival junto con dj's de la talla de Hardwell, Sebastian Ingrosso o Quintino.
Después realizaron remixes de numerosas canciones.

### 2012-2016
En 2013 sacaron nuevas canciones: "Hurricane" y "Highline", además de seguir haciendo remixes de otras canciones. En 2014 dieron un paso adelante en su carrera con las canciones "Tutankhamun" con la colaboración de Borgeous y "Ganja", con la colaboración de MOTi.
Además también logró popularidad el remix de "Anywhere for You" con la colaboración de Tiesto.
En 2015 subieron su actividad y productividad sacando nuevas canciones. La primera del 2015 fue "Alarm", seguida de "For You", que contó con la colaboración de Delora. 
En este año llegaron sus dos mejores canciones "Imaginate" junto con KSHMR y sobre todo "L'Amour Toujours" que llegó a ser número 1 en varios países. 
En 2016 sacaron algunas canciones nuevas, hasta que decidieron separarse para seguir su carrera por separado.

## Singles
- 2010 : Again (feat. Majid) [Starter Records]
- 2011 : Get F'd Up (con dBerrie) [Starter Records]
- 2012 : Hey (Hey EP) [Dim Mak]
- 2012 : Buppy (Hey EP) [Dim Mak]
- 2012 : Check This Out (Hey EP) [Dim Mak]
- 2012 : Whoop [Bazooka Records]
- 2012 : Y3AH! (con Ansol) [Mixmash]
- 2013 : Down To This (con Chuckie) [Big Beat/Warner]
- 2013 : Togi (vs. Crossways) [Monstercat]
- 2013 : Hurricane (con Sarah McLeod) [Next Plateau]
- 2013 : Highline [Musical Freedom]
- 2014 : Tutankhamun (con Borgeous) [Musical Freedom]
- 2014 : Can't Forget (con Tiësto) [Musical Freedom/Universal Music/PM:AM]
- 2014 : Ganja (con MOTi) [DOORN (Spinnin)]
- 2015 : Alarm [Musical Freedom]
- 2015 : For You (con Maestro Harrell feat. Delora) [Musical Freedom]
- 2015 : Air (feat. Delaney Jane) [Musical Freedom]
- 2015 : Lose Your Mind (con Andres Fresko) [DOORN (Spinnin)]
- 2015 : Imaginate (con KSHMR) [Spinnin Records/Free Download]
- 2015 : L'Amour Toujours (feat. Delaney Jane) (Tiësto Edit) [Musical Freedom]
- 2016 : Home (feat. Alex Joseph) [Musical Freedom]
- 2016 : Care For Me (con Hellberg) [Free Download]

## Remixes
- 2010 : I Gotta Have Your Love, por Alternative Reality & Christian Planes feat. Crystal
- 2011 : Can't Wait, por Jus Jack feat. Black Dogs
- 2011 : Doing, por Yug feat. SoJay
- 2012 : Who Is Ready To Jump, por Chuckie
- 2012 : Strange Attractor, por Animal Kingdom
- 2013 : Breaking Up, por Chuckie feat. Amanda Wilson
- 2013 : Ooh, por Steve Aoki feat. Rob Roy
- 2013 : Safe and Sound, por Capital Cities
- 2013 : Demons, por Imagine Dragons
- 2014 : Faded, por Zhu
- 2014 : Bassline Kickin, por Pegboard Nerds
- 2014 : Surrender, por Cash Cash
- 2014 : Anywhere For You, por John Martin (Remix con Tiësto)
- 2014 : Hideaway, por Kiesza
- 2015 : All We Need, por Odesza
- 2015 : I Want You To Know, por Zedd feat. Selena Gomez
- 2015 : Firestone, por Kygo feat. Conrad Sewell
- 2015 : Can't Feel My Face, por The Weeknd
- 2016 : Stellar, por Disco Killerz & Liquid Todd
- 2016 : Runaway, por Bright Lights ft. 3LAU